# Mark Van Doren

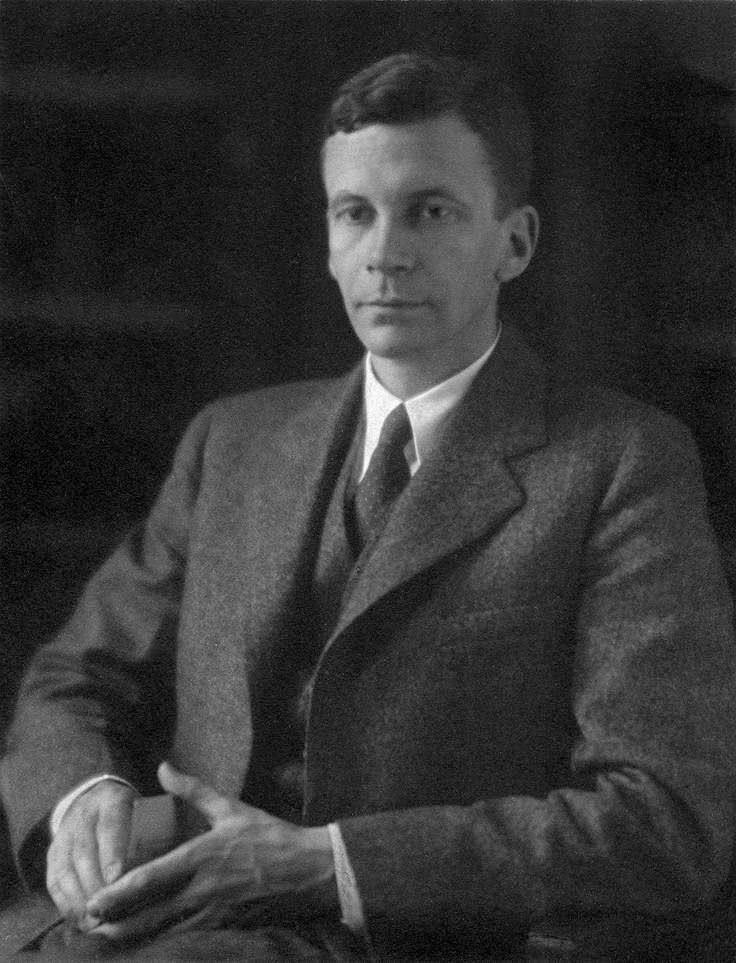
Mark van Doren, 1920, door Doris Ulmann.

Mark Van Doren (hope, Vermilion County, Illinois, 13 juni 1894 - Torrington, Connecticut, 10 december 1972) was een Amerikaans dichter, literatuurprofessor en criticus. In 1940 kreeg hij de Pulitzerprijs voor poëzie.

## Biografie
Van Doren werd geboren in het gezin van een plattelandsarts, met oud-Nederlandse wortels.. Hij was broer van Carl van Doren, die eveneens schrijver werd. Hij studeerde aan de Universiteit van Illinois en promoveerde vervolgens aan de Columbia-universiteit te New York met een proefschrift over de zeventiende-eeuwse dichter John Dryden. In 1920 aanvaardde hij een professoraat Engelse literatuur aan de Columbia-universiteit, welke functie hij tot aan zijn pensioen in 1959 zou blijven vervullen.
Als literatuurprofessor verwierf Van Doren grote faam. Zijn gedrevenheid als docent en authentieke keuze in de samenstelling van bloemlezingen werden door velen geprezen, niet alleen binnen de poorten van de Columbia-universiteit. Vanaf 1941 besprak hij regelmatig met veel elan literatuur op CBS Radio. Van Doren wordt gezien als een van de grote inspiratoren van de Beat Generation en was de leermeester van onder andere Thomas Merton, John Berryman, Whittaker Chambers, Allen Ginsberg en Jack Kerouac.
Als literator verkreeg Van Doren vooral bekendheid door zijn gedichten, die traditioneel van opzet waren, maar vooral ook eenvoudig, dicht bij de alledaagse werkelijkheid staande. In 1940 kreeg hij de Pulitzerprijs voor poëzie. Als criticus werkte hij onder andere bij weekblad The Nation en maakte hij niet alleen naam met boekrecensies, maar ook met filmbesprekingen. Zijn boek over William Shakespeare wordt nog steeds gezien als een standaardwerk.
Van Doren was president van de American Academy of Arts and Letters. Hij was getrouwd met schrijfster Dorothy Graffe. Hun zoon Charles werd eind jaren vijftig een nationale bekendheid in Amerika als "alwetende" kandidaat in de quiz "Twenty-One", waar dit later doorgestoken kaart bleek te zijn. Van Doren overleed in 1972 op 78-jarige leeftijd.

## Fragment
I wake and hearing it raining.

Were I dead, what would I give

Lazily to lie here,

Like this, and live?
(Uit Morning Worship)

#### Poëzie
- Spring Thunder (1924)
- An Anthology of World Poetry (1928)
- Jonathan Gentry (1931), (Editor)
- The Oxford Book of American Prose (1932)
- Winter Diary (1935)
- Collected Poems 1922–1938 (1939), Winnaar Pulitzer Prize for Poetry
- The Mayfield Deer (1941)
- Selected poems(1954)
- The Last Days of Lincoln, a play in six scenes (1959), a Verse Play
- Our Lady Peace
- The Story-Teller (N/A)

#### Romans
- The Transients (1935)
- Windless Cabins (1940)
- Tilda (1943)

#### Korte verhalen
- Nobody Say a Word (1954)

#### Non-fictie
- Henry David Thoreau: A Critical Study (1916)
- The Poetry of John Dryden (1920)
- Introduction to Bartram's Travels (1928)
- An Autobiography of America, (A. & C. Boni, 1929)
- American poets, 1630-1930 (1932)
- American and British Literature Since 1890 (1939), met Carl Van Doren
- Shakespeare (1939)
- The Liberal Education (1943)
- The night of the summer solstice: & other stories of the Russian war (1943)
- The Noble Voice (1946)
- Nathaniel Hawthorne (1949)
- Introduction to Poetry (1951)
- The Autobiography Of Mark Van Doren (1958)
- The Happy Critic (1961)
- Mark Van Doren on Great Poems of Western Literature (1962)
- George Hendrick (red.): The Selected Letters of Mark Van Doren (1987)